# Formations unitaires de partisans soviétiques (1941-1944)
Pour un article plus général, voir Partisans soviétiques.
Les formations unitaires de partisans sovietiques (1941—1944, biélorusse : партызанская брыгада), étaient une forme d'organisation des unités de Partisans soviétiques. Elles réunissaient au moins quelques petites unités de partisans,  dans la phase initiales (1941—1942) de la guerre de partisans sur les arrières de l'armée allemande.

## Objectifs
Les formations unitaires réunissaient au moins plusieurs petites unités de partisans soviétiques : brigades de partisans ou détachements de partisans ou régiments de partisans en vue de conduire des opérations militaires à plus grande échelle sur les arrières allemands.

### Croissance
Sur le territoire de la RSSB, environ 40 unités de ce type furent constituées, la plupart en 1943.

### Commandement
Les unités de ce type furent organisées par les autorités dirigeantes soviétiques au plus haut niveau et commandés habituellement par les dirigeants locaux communistes ou par des officiers généraux de l'Armée rouge, gérés par les états-majors des unités respectives des formations.